# 惠須取支廳
惠須取支廳（日语：〔〕／ Esutoru shichō），為日本過去治理樺太時所設置的樺太廳下的支廳，管轄樺太地方的西北部。支廳所在地位於惠須取町。因被蘇聯佔領，於1949年6月1日於廢除樺太廳時同時廢除。

## 历史
- 1940年1月：從泊居支廳分割設置惠須取支廳，管轄有鵜城郡、名好郡及久春內郡珍內町。[1]
- 1942年11月：樺太進行支廳重編，將久春內郡珍內町與鵜城郡合併為惠須取郡。
- 1949年6月1日：樺太廳及轄下行政區劃廢除。

### 沿革
| 時間       | 行政劃分 | 行政劃分   | 行政劃分 | 行政劃分 | 行政劃分 | 行政劃分 | 行政劃分 | 行政劃分 | 行政劃分 | 行政劃分   | 行政劃分   |
| 1907年4月  | 大泊支廳 | 大泊支廳   | 豐原支廳 | 豐原支廳 | 豐原支廳 | 豐原支廳 | 豐原支廳 | 真岡支廳 | 真岡支廳 | 真岡支廳   | 真岡支廳   |
| 1908年4月  | 大泊支廳 | 大泊支廳   | 豐原支廳 | 豐原支廳 | 豐原支廳 | 敷香支廳 | 敷香支廳 | 真岡支廳 | 真岡支廳 | 真岡支廳   | 名好支廳   |
| 1913年6月  | 大泊支廳 | 大泊支廳   | 豐原支廳 | 豐原支廳 | 豐原支廳 | 敷香支廳 | 敷香支廳 | 真岡支廳 | 真岡支廳 | 久春內支廳 | 久春內支廳 |
| 1913年10月 | 大泊支廳 | 大泊支廳   | 豐原支廳 | 豐原支廳 | 豐原支廳 | 敷香支廳 | 敷香支廳 | 真岡支廳 | 真岡支廳 | 泊居支廳   | 泊居支廳   |
| 1922年10月 | 大泊支廳 | 留多加支廳 | 豐原支廳 | 豐原支廳 | 元泊支廳 | 元泊支廳 | 敷香支廳 | 本斗支廳 | 真岡支廳 | 泊居支廳   | 鵜城支廳   |
| 1924年12月 | 大泊支廳 | 大泊支廳   | 豐原支廳 | 豐原支廳 | 元泊支廳 | 元泊支廳 | 敷香支廳 | 本斗支廳 | 真岡支廳 | 泊居支廳   | 泊居支廳   |
| 1937年7月  | 大泊支廳 | 大泊支廳   | 豐榮支廳 | 豐原市   | 元泊支廳 | 元泊支廳 | 敷香支廳 | 本斗支廳 | 真岡支廳 | 泊居支廳   | 泊居支廳   |
| 1940年1月  | 大泊支廳 | 大泊支廳   | 豐榮支廳 | 豐原市   | 元泊支廳 | 元泊支廳 | 敷香支廳 | 本斗支廳 | 真岡支廳 | 泊居支廳   | 惠須取支廳 |
| 1942年11月 | 豐原支廳 | 豐原支廳   | 豐原支廳 | 豐原支廳 | 敷香支廳 | 敷香支廳 | 敷香支廳 | 真岡支廳 | 真岡支廳 | 真岡支廳   | 惠須取支廳 |
| 1949年6月  | 廢除     | 廢除       | 廢除     | 廢除     | 廢除     | 廢除     | 廢除     | 廢除     | 廢除     | 廢除       | 廢除       |

## 最終行政區域
- 惠須取郡：珍內町 - 鵜城村 - 惠須取町 - 塔路町[2]
- 名好郡：名好町 - 西柵丹村